# Sötétedő galambgomba
A sötétedő galambgomba (Russula adusta) a galambgombafélék (Russulaceae) családjába tartozó, Eurázsiában és Észak-Amerikában honos, fenyvesekben élő, ehető gombafaj.

## Elterjedése és termőhelye
Eurázsiában és Észak-Amerikában honos. Magyarországon gyakori.
Savanyú talajú fenyvesekben él, síkvidéken és hegységekben egyaránt. Májustól októberig terem. 

## Megjelenése
A sötétedő galambgomba kalapja 6-15 cm széles, alakja fiatalon domború, majd kiterül, közepe bemélyedhet. Széle vastag, aláhajló. Felszíne nedves időben ragadós, szárazon fényes. Színe kezdetben fehéres, majd szürkésbarna, barnásokkeres vagy barnásvöröses.
Húsa vastag, kemény, törékeny; színe fehér, sérülésre kissé vörösödik, majd sötétszürke lesz. Szaga dohos vagy savanyú, régi boroshordóhoz hasonlították; íze dohos, földes. 
Sűrű lemezei tönkhöz nőttek, sok a féllemez. Színük halvány krémszínű, öregedve húsokker árnyalattal; sérülésre nem szürkülnek. Az idős gomba lemezei megritkulnak. 
Tönkje 4-9 cm magas és 2-4 cm vastag. Alakja zömök, hengeres. Színe fehér, korpás, sérülésre vagy idősen barnás, később barnásszürke.
Spórapora fehér. Spórái tojásdadok, 0,2-0,3 µm-es szemölcsökkel díszítettek, méretük 7-9 × 6-8 µm.

### Hasonló fajok
A többi feketedő galambgombáktól idősen ritkuló lemezei, szürkülő, de nem feketedő, nem csípős húsa, fenyvesbeli élőhelye különbözteti meg.

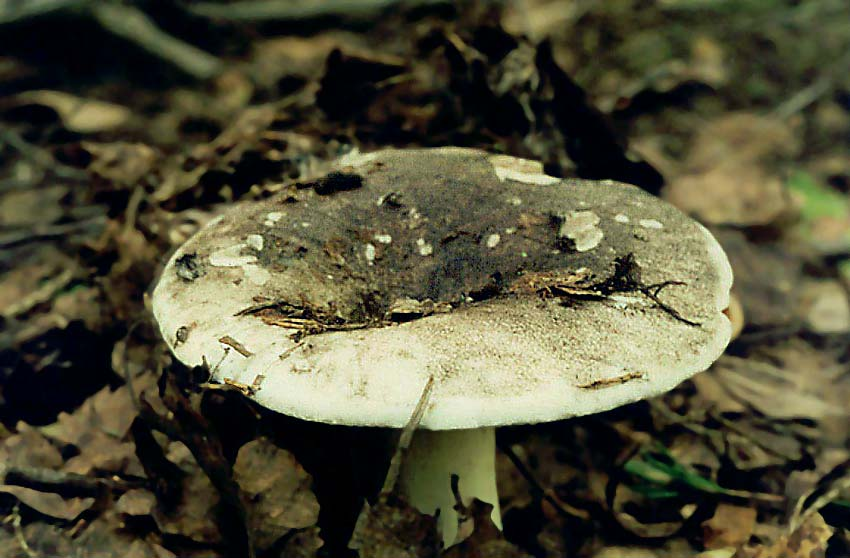
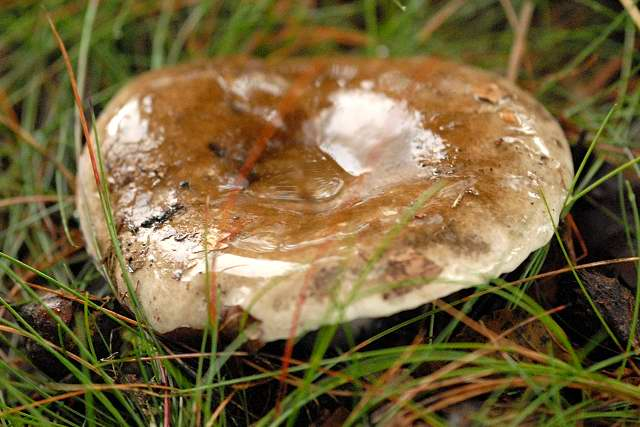
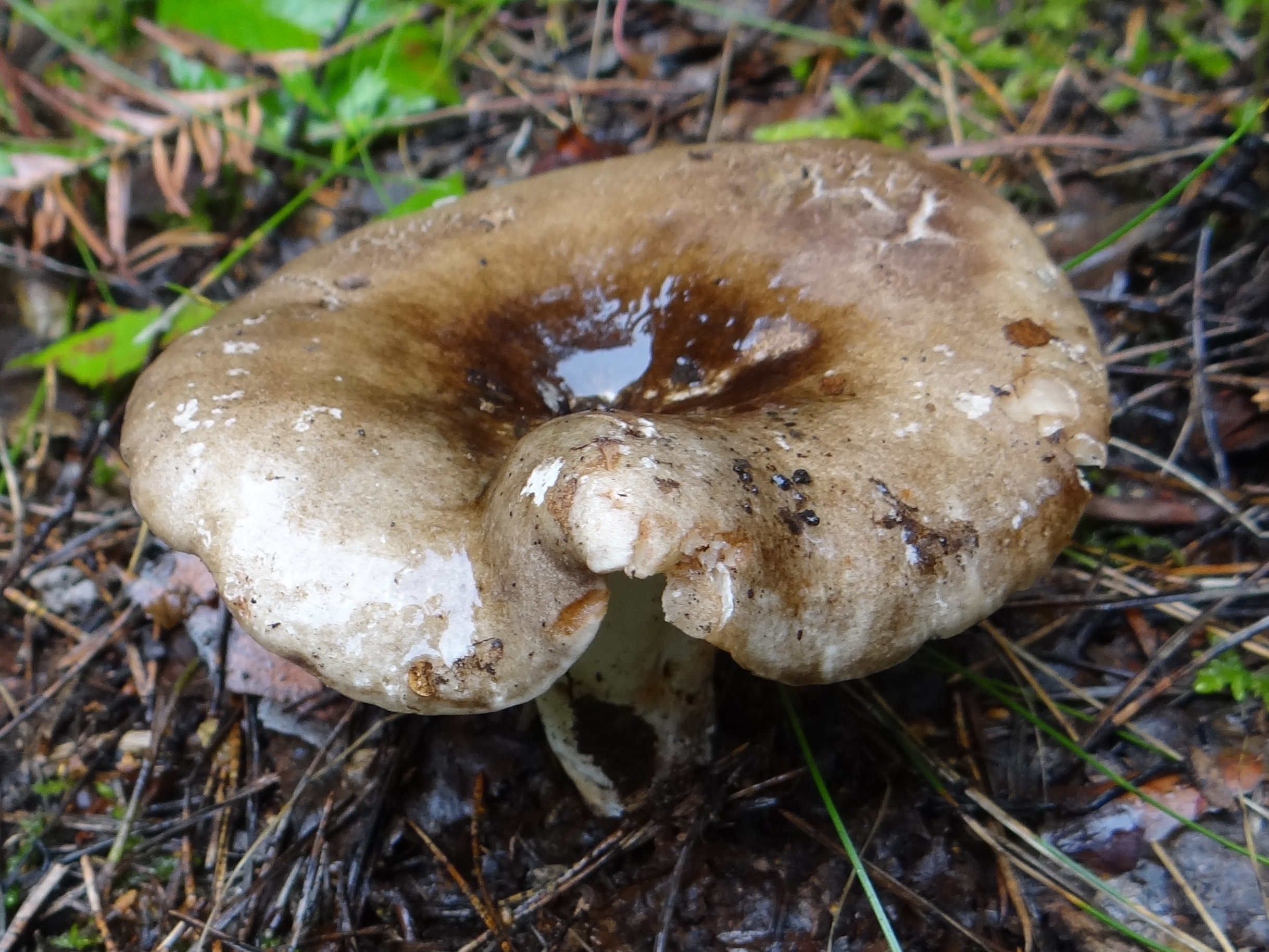
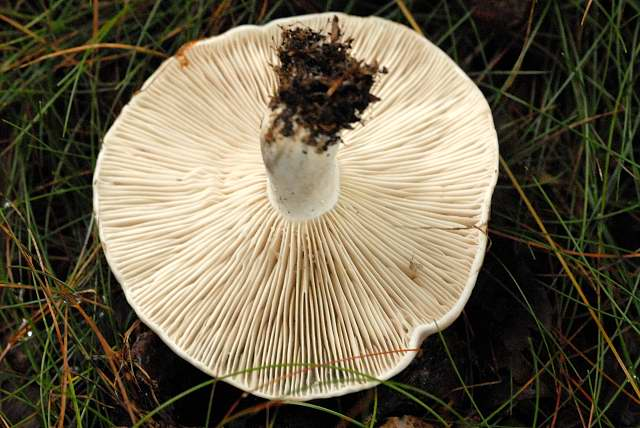
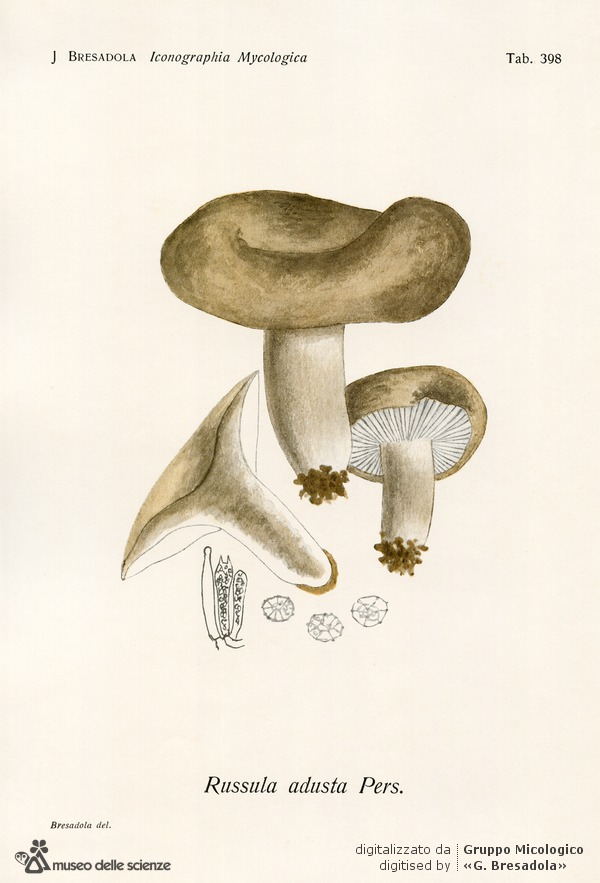

Ehető, de nem túl ízletes gomba. 